# Pascoea augustana
Pascoea augustana – gatunek chrząszcza z rodziny kózkowatych i podrodziny zgrzypikowych.

## Zasięg występowania
Gatunek ten występuje w Papui-Nowej Gwinei.